# De Heeg
De Heeg est un quartier du sud-est de la ville néerlandaise de Maastricht. Il s'agit d'une zone résidentielle spacieuse avec beaucoup d'espaces verts. Le quartier est apprécié des jeunes familles.

## Géographie
Le quartier est bordé à l'ouest par l'autoroute A2, qui le sépare du quartier de Randwyck, au nord par le quartier de Heer, à l’est par le quartier de Vroendaal et au sud par la commune d'Eijsden-Margraten.

## Histoire
Le quartier a été construit dans les années 1970 et au début des années 1980.

## Services
De Heeg possède un centre d'achats De Roserije et un centre communautaire appelé De Boeckel. De Heeg a un certain nombre de clubs sportifs.
Le quartier dispose de trois écoles primaires : l’école primaire publique De Kring, l'école primaire catholique De Schans et l'école primaire publique De Perroen.

## Sources
- (nl) Cet article est partiellement ou en totalité issu de l’article de Wikipédia en néerlandais intitulé « De Heeg » (voir la liste des auteurs).

## Compléments